# Řád Ernsta Augusta
Řád Ernsta Augusta (německy Ernst-August-Orden) byl hannoverský řád. Založil ho 15. prosince 1865 poslední hannoverský král Jiří V. jako záslužný řád. Byl pojmenován po Ernstu Augustovi I., prvnímu nezávislém hannoverském králi po zrušení personální unie s Velkou Británií. Dělil se do pěti tříd. Řád zanikl anexí Hannoverska Pruskem roku 1866.

## Vzhled řádu
Odznakem řádu je osmihrotá kříž maltézského typu se dvěma zlatými kuličkami na konci každého ramene, provedený je v bílém smaltu osmihrotý. Mezi jednotlivými rameny kříže jsou umístěny královské korunky ve zlaté barvě. V červeném středním medailonu je zlatá ozdobná iniciála E A (Ernst August) kolem níž se vine latinský nápis SUSCIPERE ET FINIRE (Přijmout a zakončit), na zadní straně pak iniciála zakladatele a nápis DEN XV DECEMBER MDCCCLXV (15. prosince 1865).
Hvězda je osmicípá, stříbrná se stejným středovám medailonem jako odznak. Pro komtury 1. třídy byl místo hvězdy používán stříbrný nesmaltovaný kříž.
Barva stuha je červená s modrými postranními pruhy.

## Dělení a způsoby nošení
Řad se uděloval celkem v 5 třídách:
- velkokříž - odznak na velkostuze a hvězda
- komtur 1. třídy - odznak na stuze u krku a komturská hvězda
- komtur 2. třídy - odznak na stuze u krku
- rytíř 1. třídy - odznak na stuze na prsou
- rytíř 2. třídy - odznak na prsou, kříž odznaku je stříbrný[1]